# Izjma
Izjma (russisk: И́жма, tr. Ízjma) er en flod i Republikken Komi i Rusland. Den er en venstre biflod til Petjora. Floden er 531 km lang, med et afvandingsareal på 31.000 km². 154 km fra mundingen har Izjma en middelvandføring på 203 m³/s. Den fryser til i november og isen bryder op ved forårsafsmeltningen i maj.
Største bifloder er Ukhta, Ajuva og Sebys.
Izjmas udspringer i Timanhøjderne. I det øvre løb er flodens bredder skovklædte, mens det i Izjmas nedre løb er mest englandskab og mose. Flodens løb er bugtende, og i de øvre dele går den over stenede partier. Ved sammenløbet med Ukhta ligger byen Sosnogorsk, og 10 km opstrøms på Ukhta ligger byen Ukhta.
Izjma er sejlbar op til sammenløbet med Ukhta. I det nedre løb er floden bred og løber langsomt og danner meandere og små øer. Den løber sammen med Petsjora nær landsbyen Ust-Izjma.